# Barcillonnette
Barcillonnette – miejscowość i gmina we Francji, w regionie Prowansja-Alpy-Lazurowe Wybrzeże, w departamencie Alpy Wysokie.

## Demografia
Według danych na rok 1990 gminę zamieszkiwały 102 osoby, a gęstość zaludnienia wynosiła 5 osób/km². W styczniu 2015 r. Barcillonnette zamieszkiwały 153 osoby, przy gęstości zaludnienia wynoszącej 7,8 osób/km².